# 亚历山德拉·耶格迪奇
亚历山德拉·耶格迪奇（1994年10月9日—），塞尔维亚女子排球运动员，9岁时开始练习排球。她曾代表塞尔维亚参加2022年世界女子排球锦标赛，获得冠军。